# Olympische Sommerspiele 2020/Turnen/Qualifikation
Die Qualifikation für die Turnwettbewerbe bei den Olympischen Sommerspielen 2020 wurde im Vergleich zu den vorherigen Spielen verändert. Bei den Mannschaftsmehrkämpfen treten bei den Spielen in Tokio nur vier anstatt fünf Athleten pro Mannschaft an. Diese waren sogleich für die Einzelwettkämpfe qualifiziert. Für die Einzelwettkämpfe sind zusätzlich zwei weitere Athleten pro Nation zugelassen.
Die Qualifikation erfolgt neben den beiden Weltmeisterschaften 2018 und 2019 sowie den kontinentalen Meisterschaften 2020 über den Weltcup im Zeitraum 2018 bis 2020.

## Qualifikationsübersicht
| Nation             | Männer | Frauen | Athleten |
| ------------------ | ------ | ------ | -------- |
| Ägypten            | 1      | 2      | 3        |
| Albanien           | 1      |        | 1        |
| Argentinien        |        | 1      | 1        |
| Armenien           | 1      |        | 1        |
| Aserbaidschan      | 1      | 1      | 2        |
| Australien         | 1      | 2      | 3        |
| Belgien            |        | 4      | 4        |
| Brasilien          | 5      | 2      | 7        |
| Bulgarien          | 1      |        | 1        |
| Cayman Islands     |        | 1      | 1        |
| Chile              | 1      | 1      | 2        |
| China              | 6      | 6      | 12       |
| Chinesisch Taipeh  | 4      | 1      | 5        |
| Costa Rica         |        | 1      | 1        |
| Deutschland        | 4      | 4      | 8        |
| Frankreich         | 3      | 4      | 7        |
| Griechenland       | 1      |        | 1        |
| Großbritannien     | 4      | 4      | 8        |
| Hongkong           | 1      |        | 1        |
| Indien             |        | 1      | 1        |
| Irland             | 1      | 1      | 2        |
| Israel             | 2      | 1      | 3        |
| Italien            | 2      | 5      | 7        |
| Jamaika            |        | 1      | 1        |
| Japan              | 6      | 5      | 11       |
| Kanada             | 1      | 4      | 5        |
| Kasachstan         | 1      |        | 1        |
| Kroatien           | 1      | 1      | 2        |
| Kuba               |        | 1      | 1        |
| Litauen            | 1      |        | 1        |
| Malaysia           | 1      | 1      | 2        |
| Mexiko             | 1      | 1      | 2        |
| Neuseeland         | 1      |        | 1        |
| Nigeria            | 1      |        | 1        |
| Niederlande        | 2      | 4      | 6        |
| Norwegen           | 1      | 1      | 2        |
| Österreich         |        | 1      | 1        |
| Peru               |        | 1      | 1        |
| Philippinen        | 1      |        | 1        |
| Polen              |        | 1      | 1        |
| Portugal           |        | 1      | 1        |
| ROC                | 6      | 6      | 12       |
| Rumänien           | 1      | 2      | 3        |
| Schweden           | 1      | 1      | 2        |
| Schweiz            | 4      | 1      | 5        |
| Singapur           |        | 1      | 1        |
| Slowakei           |        | 1      | 1        |
| Spanien            | 5      | 4      | 9        |
| Sri Lanka          |        | 1      | 1        |
| Südafrika          |        | 2      | 2        |
| Südkorea           | 5      | 2      | 7        |
| Tschechien         | 1      | 1      | 2        |
| Türkei             | 4      | 1      | 5        |
| Ukraine            | 4      | 1      | 5        |
| Ungarn             |        | 1      | 1        |
| Usbekistan         | 1      | 1      | 2        |
| Vereinigte Staaten | 5      | 6      | 11       |
| Vietnam            | 2      |        | 2        |
| Belarus            |        | 1      | 1        |
| Zypern             | 1      |        | 1        |
| Gesamt: 60 NOKs    | 98     | 98     | 196      |

## Männer

### Mannschaftsmehrkampf
Jede Nation darf maximal eine Mannschaft, bestehend aus vier Athleten stellen.
| Qualifikationswettbewerb | Datum                          | Ort       | Plätze | Nation             |
| ------------------------ | ------------------------------ | --------- | ------ | ------------------ |
| Weltmeisterschaften 2018 | 25. Oktober – 3. November 2018 | Doha      | 3      | China              |
| Weltmeisterschaften 2018 | 25. Oktober – 3. November 2018 | Doha      | 3      | Japan              |
| Weltmeisterschaften 2018 | 25. Oktober – 3. November 2018 | Doha      | 3      | ROC                |
| Weltmeisterschaften 2019 | 4.–15. Oktober 2019            | Stuttgart | 9      | Ukraine            |
| Weltmeisterschaften 2019 | 4.–15. Oktober 2019            | Stuttgart | 9      | Großbritannien     |
| Weltmeisterschaften 2019 | 4.–15. Oktober 2019            | Stuttgart | 9      | Schweiz            |
| Weltmeisterschaften 2019 | 4.–15. Oktober 2019            | Stuttgart | 9      | Vereinigte Staaten |
| Weltmeisterschaften 2019 | 4.–15. Oktober 2019            | Stuttgart | 9      | Chinesisch Taipeh  |
| Weltmeisterschaften 2019 | 4.–15. Oktober 2019            | Stuttgart | 9      | Südkorea           |
| Weltmeisterschaften 2019 | 4.–15. Oktober 2019            | Stuttgart | 9      | Brasilien          |
| Weltmeisterschaften 2019 | 4.–15. Oktober 2019            | Stuttgart | 9      | Spanien            |
| Weltmeisterschaften 2019 | 4.–15. Oktober 2019            | Stuttgart | 9      | Deutschland        |
| Gesamt                   | Gesamt                         | Gesamt    | 12     | 12                 |

### Einzelwettkämpfe
Bei den Weltmeisterschaften 2019 darf jede Nation geräteübergreifend maximal drei Quotenplätze erhalten. Lediglich in der Mehrkampf Qualifikation darf jede Nation nur einen Quotenplatz im Rahmen der Weltmeisterschaften erhalten. Bei den anderen Qualifikationswettkämpfen darf jede Nation nur einen Quotenplatz belegen.
| Qualifikationswettbewerb                                          | Datum                | Ort            | Disziplin     | Plätze | Nation |
| ----------------------------------------------------------------- | -------------------- | -------------- | ------------- | ------ | --- |
| Gastgeber                                                         | 7. September 2013    | Buenos Aires   | Mehrkampf     | 1      | bereits über Mannschaftsmehrkampf qualifiziert |
| Weltmeisterschaften 2019                                          | 4.–15. Oktober 2019  | Stuttgart      | Mehrkampf     | 12     | Carlos Yulo (PHI) Manrique Larduet (CUB) Ludovico Edalli (ITA) Milad Karimi (KAZ) Loris Frasca (FRA) Robert Tvorogal (LTU) Alexander Shatilov (ISR) Ferhat Arıcan (TUR) Artur Davtyan (ARM) David Huddleston (BUL) Bart Deurloo (NED) Daniel Corral (MEX) |
| Weltmeisterschaften 2019                                          | 4.–15. Oktober 2019  | Stuttgart      | Barren        | 1      | Ahmet Önder (TUR) |
| Weltmeisterschaften 2019                                          | 4.–15. Oktober 2019  | Stuttgart      | Boden         | 1      | Artem Dolgopyat (ISR) |
| Weltmeisterschaften 2019                                          | 4.–15. Oktober 2019  | Stuttgart      | Pauschenpferd | 2      | Rhys McClenagham (IRL) Cyril Tommasone (FRA) |
| Weltmeisterschaften 2019                                          | 4.–15. Oktober 2019  | Stuttgart      | Reck          | 2      | Tin Srbić (CRO) Tyson Bull (AUS) |
| Weltmeisterschaften 2019                                          | 4.–15. Oktober 2019  | Stuttgart      | Ringe         | 3      | İbrahim Çolak (TUR) Marco Lodadio (ITA) Samir Aït Saïd (FRA) |
| Weltmeisterschaften 2019                                          | 4.–15. Oktober 2019  | Stuttgart      | Sprung        | 3      | Shek Wai Hung (HKG) Lê Thanh Tùng (VIE) Marian Drăgulescu (ROU) |
| Weltcup 2018–2020                                                 | 2018–2020            | mehrere Orte   | Mehrkampf     | 3      | ROC China Japan |
| Weltcup 2018–2020                                                 | 2018–2020            | mehrere Orte   | Barren        | 1      | You Hao (CHN) |
| Weltcup 2018–2020                                                 | 2018–2020            | mehrere Orte   | Boden         | 1      | Rayderley Zapata (ESP) |
| Weltcup 2018–2020                                                 | 2018–2020            | mehrere Orte   | Pauschenpferd | 1      | Kohei Kameyama (JPN) |
| Weltcup 2018–2020                                                 | 2018–2020            | mehrere Orte   | Reck          | 1      | Epke Zonderland (NED) |
| Weltcup 2018–2020                                                 | 2018–2020            | mehrere Orte   | Ringe         | 1      | Eleftherios Petrounias (GRE) |
| Weltcup 2018–2020                                                 | 2018–2020            | mehrere Orte   | Sprung        | 1      | Shin Jae-hwan (KOR) |
| Afrikameisterschaften 2021                                        | 26. – 27. Mai 2021   | Kairo          | Mehrkampf     | 2      | Omar Mohamed (EGY) Uche Eke (NGR) |
| Neuverteilung an asiatische Athleten der Weltmeisterschaften 2019 | 2021                 | –              | Mehrkampf     | 2      | Đinh Phương Thành (VIE) Loo Phay Xing (MAS) |
| Lateinamerikameisterschaften 2020                                 | 4. – 13. Juni 2021   | Rio de Janeiro | Mehrkampf     | 2      | Vereinigte Staaten Brasilien |
| Europameisterschaften 2021                                        | 21. – 25. April 2021 | Münchenstein   | Mehrkampf     | 2      | Adem Asil (TUR) ROC |
| Ozeanien Wettkampf                                                | 13. – 17. Mai 2021   | Gold Coast     | Mehrkampf     | 1      | Mikhail Koudinov (NZL) |
| Wildcard                                                          | –                    | –              | Mehrkampf     | 1      | Matwei Petrow (ALB) |
| Neuverteilung an Athleten der Weltmeisterschaften 2019            | –                    | –              | Mehrkampf     | 7      | René Cournoyer (CAN) Rasuljon Abdurakhimov (UZB) Marios Georgiou (CYP) Iwan Tichonow (AZE) David Rumbutis (SWE) Andrey Likhovitskiy (BLR) Sofus Heggemsnes (NOR) David Jessen (CZE) Tomás González (CHI)                                                  |
| Gesamt                                                            | Gesamt               | Gesamt         | Gesamt        | 50     | 50 |

## Frauen

### Mannschaftsmehrkampf
Jede Nation darf maximal eine Mannschaft, bestehend aus vier Athletinnen stellen.
| Qualifikationswettbewerb | Datum                          | Ort       | Plätze | Nation             |
| ------------------------ | ------------------------------ | --------- | ------ | ------------------ |
| Weltmeisterschaften 2018 | 25. Oktober – 3. November 2018 | Doha      | 3      | China              |
| Weltmeisterschaften 2018 | 25. Oktober – 3. November 2018 | Doha      | 3      | Vereinigte Staaten |
| Weltmeisterschaften 2018 | 25. Oktober – 3. November 2018 | Doha      | 3      | ROC                |
| Weltmeisterschaften 2019 | 4.–15. Oktober 2019            | Stuttgart | 9      | Frankreich         |
| Weltmeisterschaften 2019 | 4.–15. Oktober 2019            | Stuttgart | 9      | Kanada             |
| Weltmeisterschaften 2019 | 4.–15. Oktober 2019            | Stuttgart | 9      | Niederlande        |
| Weltmeisterschaften 2019 | 4.–15. Oktober 2019            | Stuttgart | 9      | Großbritannien     |
| Weltmeisterschaften 2019 | 4.–15. Oktober 2019            | Stuttgart | 9      | Italien            |
| Weltmeisterschaften 2019 | 4.–15. Oktober 2019            | Stuttgart | 9      | Deutschland        |
| Weltmeisterschaften 2019 | 4.–15. Oktober 2019            | Stuttgart | 9      | Belgien            |
| Weltmeisterschaften 2019 | 4.–15. Oktober 2019            | Stuttgart | 9      | Japan              |
| Weltmeisterschaften 2019 | 4.–15. Oktober 2019            | Stuttgart | 9      | Spanien            |
| Gesamt                   | Gesamt                         | Gesamt    | 12     | 12                 |

### Einzelwettkämpfe
Bei den Weltmeisterschaften 2019 darf jede Nation geräteübergreifend maximal drei Quotenplätze erhalten. Bei den anderen Qualifikationswettkämpfen darf jede Nation nur einen Quotenplatz belegen. Die Qualifikation für den Mehrkampf bleibt davon unberührt, hier kann pro Qualifikationswettbewerb jede Nation maximal einen Quotenplatz erkämpfen.
| Qualifikationswettbewerb                                             | Datum                | Ort            | Disziplin     | Plätze | Nation |
| -------------------------------------------------------------------- | -------------------- | -------------- | ------------- | ------ | --- |
| Gastgeber                                                            | 7. September 2013    | Buenos Aires   | Mehrkampf     | 1      | bereits über Mannschaftsmehrkampf qualifiziert |
| Weltmeisterschaften 2019                                             | 4.–15. Oktober 2019  | Stuttgart      | Mehrkampf     | 20     | Flávia Saraiva (BRA) Giulia Steingruber (SUI) Georgia Godwin (AUS) Diana Warinska (UKR) Lee Yun-seo (KOR) Zsófia Kovács (HUN) Martina Dominici (ARG) Abigail Magistrati (ARG) Alexa Moreno (MEX) Danusia Francis (JAM) Kim Su-jong (PRK) Aneta Holasová (CZE) Marcia Vidiaux (CUB) Maria Holbura (ROU) Elisa Hämmerle (AUT) Anastasiya Alistratava (BLR) Farah Abdul (MAS) Mandy Mohamed (EGY) Nazlı Savranbaşı (TUR) Barbora Mokošová (SVK) Ana Filipa Martins (POR) |
| Weltmeisterschaften 2019                                             | 4.–15. Oktober 2019  | Stuttgart      | Boden         | 0      | – |
| Weltmeisterschaften 2019                                             | 4.–15. Oktober 2019  | Stuttgart      | Schwebebalken | 0      | – |
| Weltmeisterschaften 2019                                             | 4.–15. Oktober 2019  | Stuttgart      | Sprung        | 0–3    | Yeo Seo-jeong (KOR) |
| Weltmeisterschaften 2019                                             | 4.–15. Oktober 2019  | Stuttgart      | Stufenbarren  | 0      | – |
| Weltcup 2018–2020                                                    | 2018–2020            | mehrere Orte   | Mehrkampf     | 3      | Vereinigte Staaten ROC China |
| Weltcup 2018–2020                                                    | 2018–2020            | mehrere Orte   | Boden         | 1      | Vanessa Ferrari (ITA) Lara Mori (ITA) |
| Weltcup 2018–2020                                                    | 2018–2020            | mehrere Orte   | Schwebebalken | 1      | Urara Ashikawa (JPN) |
| Weltcup 2018–2020                                                    | 2018–2020            | mehrere Orte   | Sprung        | 1      | Jade Carey (USA) |
| Weltcup 2018–2020                                                    | 2018–2020            | mehrere Orte   | Stufenbarren  | 1      | Fan Yilin (CHN) |
| Afrikameisterschaften 2021                                           | 26. – 27. Mai 2021   | Kairo          | Mehrkampf     | 2      | Zeina Ibrahim (EGY) Naveen Daries (RSA) |
| Neuverteilung an asiatische Athletinnen der Weltmeisterschaften 2019 | 2021                 | –              | Mehrkampf     | 2      | Milka Gehani (SRI) Pranati Nayak (IND) |
| Lateinamerikameisterschaften 2020                                    | 4. – 13. Juni 2021   | Rio de Janeiro | Mehrkampf     | 2      | Rebeca Andrade (BRA) Luciana Alvarado (CRC) |
| Europameisterschaften 2021                                           | 21. – 25. April 2021 | Münchenstein   | Mehrkampf     | 2      | ROC Larisa Iordache (ROU) |
| Ozeanien Wettkampf                                                   | 13. – 17. Mai 2021   | Gold Coast     | Mehrkampf     | 1      | Emily Whitehead (AUS) |
| Wildcard                                                             | –                    | –              | Mehrkampf     | 1      | Raegan Rutty (CAY) |
| Neuverteilung an Athletinnen der Weltmeisterschaften 2019            | –                    | –              | Mehrkampf     | 11     | Ana Đerek (CRO) Caitlin Rooskrantz (RSA) Jonna Adlerteg (SWE) Gabriela Janik (POL) Simona Castro (CHI) Lihie Raz (ISR) Julie Erichsen (NOR) Ariana Orrego (PER) Oksana Chusovitina (UZB) Ting Hua-tien (TPE) Marina Nekrasowa (AZE) Tan Sze En (SGP) Megan Ryan (IRL) Hanna Traukova (BLR) |
| Gesamt                                                               | Gesamt               | Gesamt         | Gesamt        | 50     | 50 |